# Лесное (Хабаровский край)
Лесно́е — село в Хабаровском районе Хабаровского края. Входит в состав Дружбинского сельского поселения.

## География
Село Лесное стоит в долине реки Малая Сита (левый приток Ситы).
Село Лесное расположено на автодороге Дружба — Князе-Волконское, из окрестностей села идёт дорога на Калинку и Сергеевку, выезд на трассу Хабаровск — Комсомольск-на-Амуре.
- Село Лесное, Хабаровский район
- Окрестности села Лесное

## История
В 1963 году Указом Президиума ВС РСФСР посёлок четвёртого отделения Некрасовского совхоза переименован в Лесной.

## Население
| 1992 | 2002 | 2010 | 2011 | 2012 | 2021 |
| ---- | ---- | ---- | ---- | ---- | ---- |
| 168  | ↗173 | ↘149 | ↗150 | ↗165 | ↘114 |